# Kaitai Shinsho

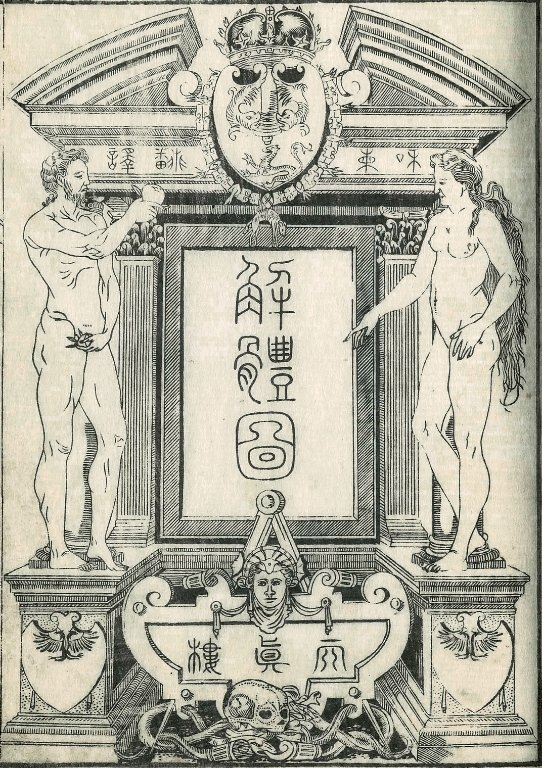
Page de titre du Kaitai shinsho, inspirée d'une œuvre de.

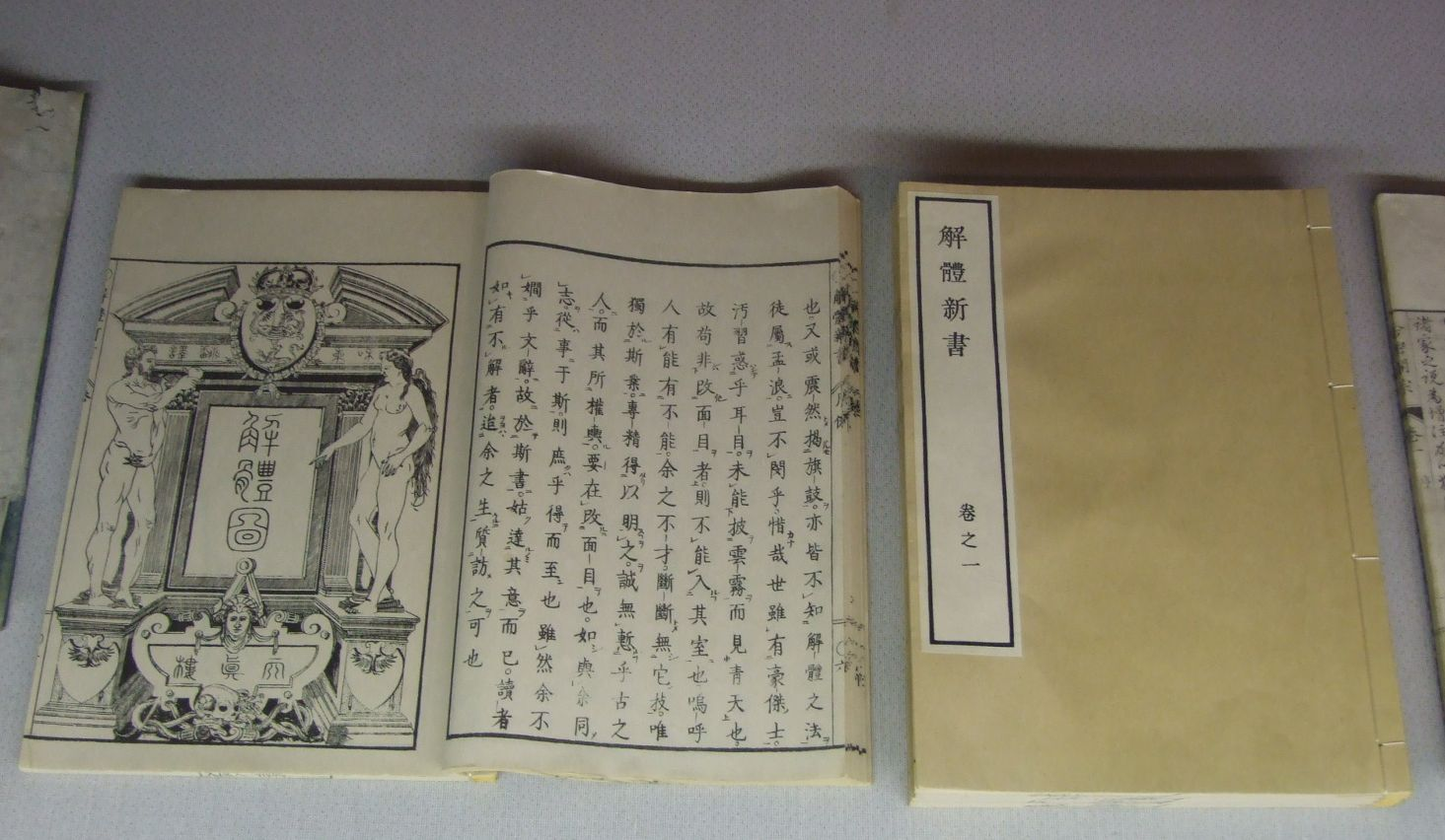
Une copie du Kaitai Shinsho à la Tekijuku.

Le Kaitai Shinsho (解体新書), « nouveau traité d'anatomie », est un texte médical traduit en japonais au cours de l'époque d'Edo. Il est fondé sur la traduction en néerlandais de l'Ontleedkundige Tafelen, souvent appelé au Japon Tafel Anatomie (ターヘル・アナトミア, Tāheru Anatomia), fondé sur l'Anatomische Tabellen de l'allemand Johann Adam Kulm. Ce fut la première véritable traduction d'une langue occidentale au Japon. Rédigé par Genpaku Sugita, il a été édité par Suharaya Ichibee (須原屋市兵衛) en 1774, la troisième année de l'ère An'ei. L'ensemble comporte quatre volumes dont un pour les illustrations. Le contenu est écrit dans le style kanbun.

## Contexte
Le 4 mars 1771, huitième année de l'ère Meiwa, les étudiants de médecine occidentale (Rangaku) Genpaku Sugita, Maeno Ryōtaku, Nakagawa Jun'an, et d'autres, en étudiant des autopsies pratiquées sur des criminels exécutés au lieu d'exécution de Kozukappara (maintenant, il est possible que Katsuragawa Hoshū était également dans cette faculté, mais à partir de la description dans le Rangaku Koto Hajime (蘭学事始), il semble plus probable qu'il n'y ait pas été). Sugita et Maeno avaient le livre Ontleedkundige Tafelen, importé de Hollande. Sugita, s'émerveillant de l'exactitude des travaux tout en le comparant à ses autopsies, proposa à Maeno de le traduire. Depuis quelque temps, Sugita avait le désir de traduire quelque chose du néerlandais. Il se réunit avec Maeno le jour suivant (5 mars) et ils commencèrent la traduction. La personne qui parla du Kaitai Shinsho au shogun était Katsuragawa Hosan.
Au début, Sugita et Nakagawa n'arrivaient pas à lire le néerlandais ; même avec Maeno qui avait des connaissances de ce langage, leur vocabulaire en hollandais était trop faible. Il leur aurait été difficile de consulter les traductions et les traducteurs hollandais (Tsūji) à Nagasaki, et naturellement il n'y avait alors aucun dictionnaire. Une traduction de n'importe quelle autre langue occidentale aurait été inadmissible, car le gouvernement de cette époque ne permettait pas le contact avec une autre nation occidentale. Par conséquent, dans un processus comparable à la cryptanalyse, ils ont progressé d'eux-mêmes dans la traduction. Des années plus tard, Sugita détaillerait le processus dans le Rangaku Koto Hajime.
La deuxième année de l'ère An'ei (1773), alors qu'ils arrivaient à la fin de la traduction, afin de s'assurer la réception par la société, ils ont publié les « diagrammes anatomiques » (解体約図, Kaitai Yakuzu), un petit livre de cinq pages.
En 1774, le Kaitai Shinsho fut publié.

## Influences
Maeno Ryōtaku était au centre du travail de traduction, mais il n'y a pas de nom quant à l'auteur du Kaitai Shinsho. On sait qu'avant que Maeno ne parte étudier à Nagasaki, il pria dans un Tenman-gū pour l'accomplissement de ses études, il se vouait à ne pas étudier dans le but de glorifier son propre nom, ainsi il s'est abstenu de le noter. D'autre part, puisqu'il savait que les travaux terminés n'étaient pas complètement parfaits, Maeno ne pouvait consciencieusement pas noter son nom.
Sugita Genpaku a dit, « je suis malade et doté de beaucoup d'années. Je ne sais pas quand je mourrai ». Tandis qu'il savait que la traduction était imparfaite à certains endroits, il s'est précipité pour publier. La publication des « Illustrations Anatomiques » était également l'œuvre de Sugita ; ainsi, on dit que Maeno avait de l'aversion pour lui. Cependant, l'homme vécut une très longue vie (il est mort à 95 ans). Incertain de quand il mourrait et incertain de si le gouvernement approuverait la distribution des idées occidentales, il pourrait dire que c'était un pas risqué mais important.
Nakagawa Jun'an, après la publication du Kaitai Shinsho, a continué son apprentissage du néerlandais, avec Katsuragawa Hoshū, et étudia l'histoire naturelle de la Suède selon Carl Peter Thunberg.
Katsuragawa Hosan était un ami de Sugita. Avec son statut d'hōgen, il était médecin à la cour du shogun. Il n'a pas eu une influence directe sur le travail de traduction lui-même, bien que son fils Hoshū y ait participé.
Katsuragawa Hoshū était le fils du hōgen Katsuragawa Hosan, et deviendrait un hōgen lui-même plus tard. On dit qu'il est impliqué dans le travail de traduction. Après, il développera le rangaku avec Ōtsuki Gentaku.
Il y en a d'autres qui ont dû participer au travail de traduction, comme Ishikawa Genjō, dont le nom apparaît dans les pages d'ouverture, Toriyama Shōen, Kiriyama Shōtetsu et Mine Shuntai (entre autres) dont les noms apparaissent dans le Rangaku Koto Hajime.
Yoshio Kogyū (titre posthume Yoshio Nagaaki) était un tsūji néerlandais. Il a écrit la préface du Kaitai Shinsho, et admirait ce qu'il sentait être un chef-d'œuvre de Sugita et de Maeno.
Hiraga Gennai, pendant le Nouvel An de la troisième année de l'ère An'ei, a visité la maison de Sugita Genpaku. La traduction du Kaitai Shinsho était presque complète, et il était au courant qu'ils recherchaient un artiste pour les dessins de dissection.
Odano Naotake était un samouraï de Kakunodate du clan Akita et un artiste. Par référence à Hiraga Gennai, il recopiait les dessins à partir des images originales.

## Contenu

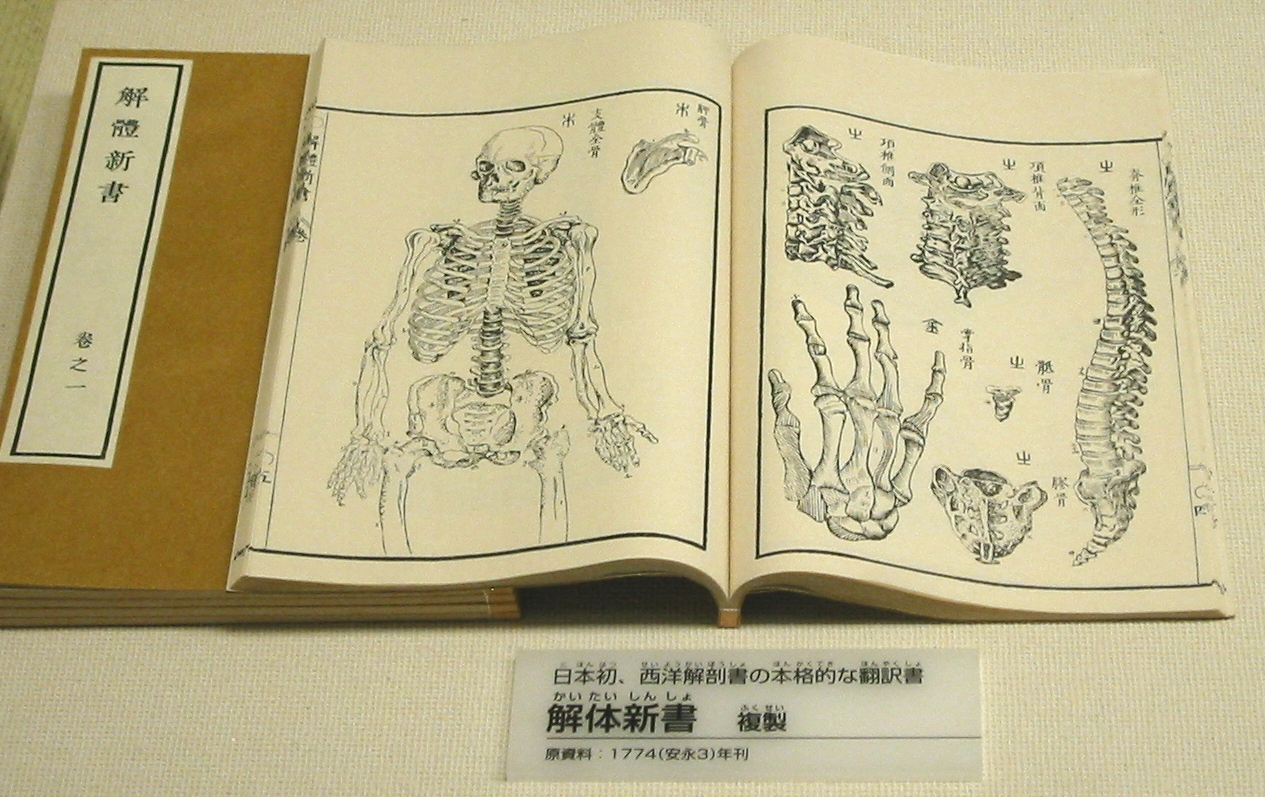
Le Kaitai Shinsho, publié en 1774.

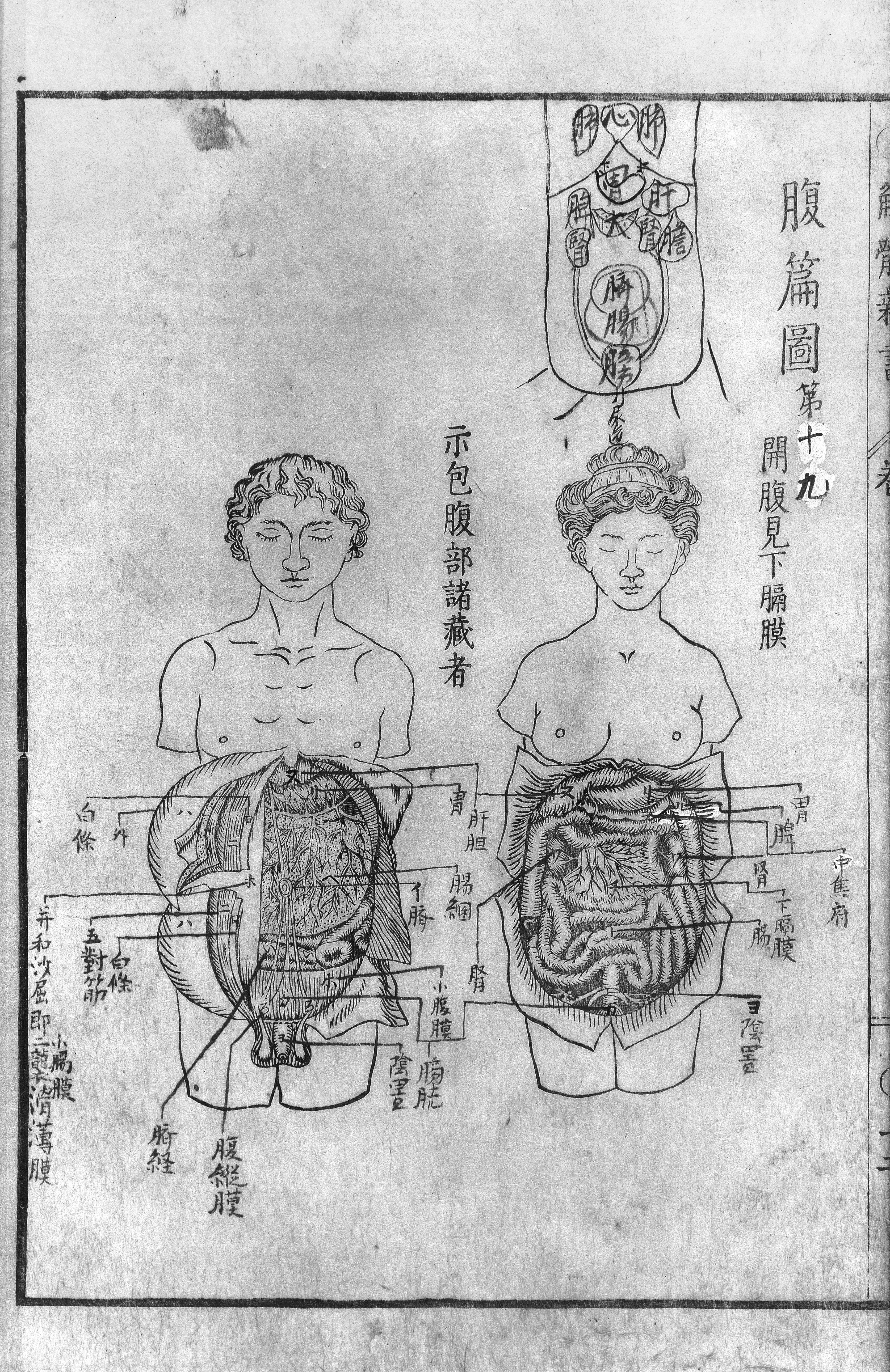
Exemplaire de la Wellcome Collection.

On dit généralement que le Kaitai Shinsho est une traduction de l'Ontleedkundige Tafelen. Cependant, d'autres œuvres ont été consultées, ceux de Bartholini, de Blankaart, de Schamberger, de Koyter, de Veslingius, de Palfijn, et d'autres ; la couverture est inspirée de Juan Valverde de Amusco (es). Naturellement, des sources asiatiques ont également eu une influence.
Le livre n'est pas une seule traduction ; la traduction provient de plusieurs médecins comme Sugita, qui ont dû déchiffrer et reconstruire le contenu.
Il y a quatre volumes :
- Volume I

Remarques générales ; formes et noms ; parties du corps ; structure squelettique : remarques générales au sujet des articulations ; structure squelettique : exposition détaillée au sujet des articulations.
- Volume II

La tête ; la bouche ; le cerveau et les nerfs ; les yeux ; les oreilles ; le nez ; la langue.
- Volume III

Le torse et le diaphragme ; les poumons ; le cœur ; les artères ; les veines ; la veine porte ; l'abdomen ; les entrailles et l'estomac ; le mésentère et le système lymphatique ; le pancréas.
- Volume IV

La rate ; le foie et la vésicule biliaire ; les reins et la vessie ; les organes génitaux ; la grossesse ; les muscles.
Les illustrations comprennent seulement un volume.

## Effets
Après la publication du Kaitai Shinsho, naturellement, la science médicale s'est développée et la compréhension de la langue hollandaise a progressé, et il est important de noter que le Japon, même dans le cadre de ses politiques isolationnistes extrêmes, avait toujours une certaine compréhension des produits de la culture occidentale. Il a également aidé à donner une chance pour la promotion de talents tels qu'Ōtsuki Gentaku.
Dans la traduction, quelques mots ont dû être inventés (c'est-à-dire qu'il n'y avait aucun mot d'équivalent en japonais avant ce travail). Certains d'entre eux, tels que les termes pour le « nerf » (神経, shinkei), le « cartilage » (軟骨, nankotsu), et les « artères » (動脈, dōmyaku) sont encore employés de nos jours.
Le fait que c'était une première traduction signifie que des incompréhensions mineures étaient inévitables. Il y a beaucoup de traductions erronées dans le Kaitai Shinsho ; plus tard, Ōtsuki Gentaku l'a retraduit et publié sous le titre de Nouveau Traité sur l'Anatomie révisé et bien fondé (重訂解体新書, Chōtei Kaitai Shinsho) dans la neuvième année de l'ère Bunsei (1826).
Des années plus tard, Sugita Genpaku écrirait sur la fabrication du Kaitai Shinsho dans Les Commencements du Rangaku (蘭学事始, Rangaku Koto Hajime).

## Source de la traduction
- (en) Cet article est partiellement ou en totalité issu de l’article de Wikipédia en anglais intitulé « Kaitai Shinsho » (voir la liste des auteurs).